# Gennaro Manna
Pour les articles homonymes, voir Manna.
Gennaro Manna (né le 12 décembre 1715 à Naples, et mort le 28 décembre 1779 dans la même ville) est un compositeur et un pédagogue italien. 

## Biographie
Gennaro Manna naît dans une famille de musiciens. Il est le fils de Joseph et Catherine Maria Manna Feo (sœur du compositeur Francesco Feo). Son frère aîné Giacinto Manna, est claveciniste dans différents théâtres de Naples ; son neveu, compositeur Gian Francesco de Majo, ainsi que son cousin Cristoforo Manna. Il reçoit sa formation musicale au Conservatoire de Sant'Onofrio a Porta Capuana à Naples, probablement de son oncle Francesco Feo qui est primo maestro et Ignazio Prota secondo.
Il fait ses débuts comme compositeur d'opéra à Rome, au Teatro Argentina, avec Tito Manlio, le 21 janvier 1742 et redonné à Livourne en 1745 et Civitavecchia en 1749. Grâce à la réussite de ce drame, il reçoit une nouvelle commande pour le Teatro San Giovanni Grisostomo à Venise pour le carnaval de l'année suivante, où est donné Siroe re di Persia.
Après son retour à Naples, il compose — avec Nicola Bonifacio Logroscino chargé de la seconde partie — une fête musicale prévue en juillet, mais qui n'a jamais été mise en scène en raison d'une épidémie de peste ; il réalise également une révision avec de nouvelles arias et dirige l’Artaserse de Leonardo Vinci. En 1744, il est nommé maître de chapelle du Sénat de Naples, succédant à Domenico Sarro, et en janvier 1745, avec Achille in Sciro, il fait ses débuts au Teatro San Carlo, recevant les acclamations du public. Le 19 décembre, c'est Lucio Vero, pour anniversaire de Philippe V. Ses librettistes sont principalement Pietro Metastasio et Apostolo Zeno. Manna, fort du succès de ses œuvres, reposant sur « le brio de leur invention et la beauté de leurs airs » et devient le maître napolitain le plus respecté de sa génération, ne touchant jamais à la commedia per musica,.
Le 1er octobre 1755, il prend la succession de Francesco Durante primo maestro (maître de chapelle) du Conservatoire de Santa Maria di Loreto, au poste de directeur intérimaire, à côté du second maître Pietro-Antonio Gallo ; mais 13 février 1756, il remporte le concours pour devenir maestro di ruolo. Entre 1760 et 1761, sont représentées ses dernières pièces, la sérénade Enea in Cuma et l'opera seria Temistocle.
En janvier 1761, à l'apogée de sa carrière théâtrale, il abandonne l'opéra pour se consacrer à musique sacrée, succédant à son oncle Francesco Feo à la direction de la chapelle de l'église de l'Annonciation. Le 9 mai de la même année, il est en outre nommé à la même charge à la cathédrale de Naples, postes qu'il occupe jusqu'à sa mort.
Son neveux, Gaetano Manna (le fils de Giacinto) lui succède.

## Œuvres

### Théâtre et sérénades

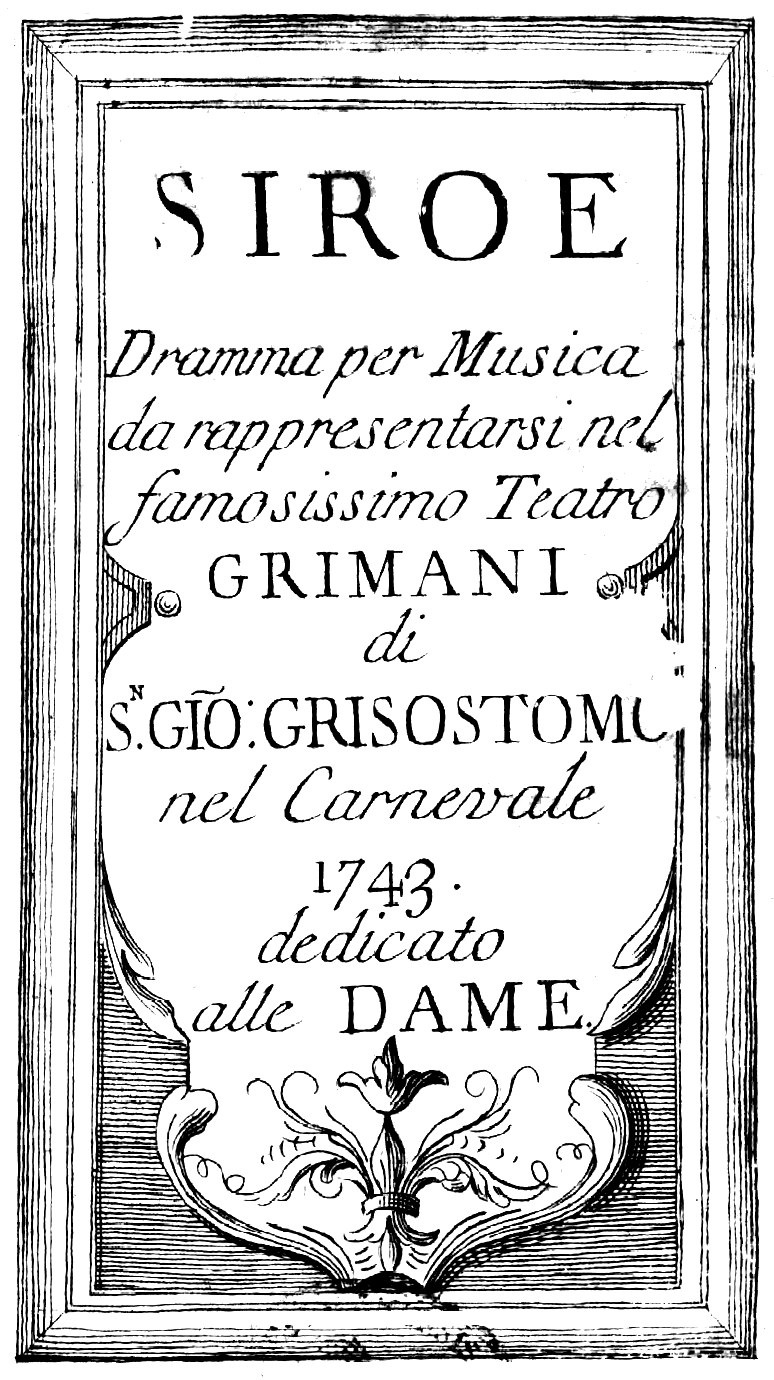
Livret de Siroe, Venise 1743

- Tito Manlio, opera seria, livret de Gaetano Roccaforte (1742, Rome)
- Siroe re di Persia, opera seria, livret de Pietro Metastasio (1743, Venise)
- Festa teatrale per la nascita dell'Infante, serenata, en collaboration avec Nicola Bonifacio Logroscino (1743, Naples, sans mise en scène)
- Artaserse, opera seria, révision de l'opéra homonyme de Leonardo Vinci, livret de Pietro Metastasio (1743, Naples)
- Achille in Sciro, opera seria, livret de Pietro Metastasio (1745)
- L'Impero dell'universo con Give, componimento drammatico, livret de Ranieri de' Calzabigi (1745, Naples)
- Lucio Vero ossia Il Vologeso, opera seria, livret de Apostolo Zeno (1745, Naples)
- Arsace, opera seria (1746, Naples)
- La clemenza di Tito, opera seria (1747, Messine)
- Adriano placata, opera seria (1748, Ferrare)
- Lucio Papirio dittatore, opera pastorale, livret de Apostolo Zeno (1748, Rome)
- Il Lucio Papirio, opera seria (1749, Palerme)
- Eumene, opera seria, livret de Apostolo Zeno (1750, Turin)
- Didone abbandonata, opera seria, livret de Pietro Metastasio (1751, Venise)
- Demofoonte, opera seria, livret de Pietro Metastasio (1754, Turin)
- Enea in Cuma, serenata (1760, Naples)
- Themistocles (probablement à Piacenza, théâtre ducal, carnaval 1761)[2]
- Il Sacrificio di Melchisedec, componimento drammatico, livret de M. Tarzia (1776, Naples)

### Musique sacrée

#### Oratorios
- Gios re di Giuda (1747, Naples)
- Sepultra Sarae sive Pietas in mortuos (1748)
- Davide (Palermo, 1751)
- Rubri maris trajectus (Monte Reale, 1761)
- Debora (1769)
- Esther (1770)
- Il Seraficio Alverna (Naples)
- Israelis liberato sive Esther (Monte Reale)

#### Autres
- 12 Messes
- 7 Glorias
- Domine ad adiuvantum a 5 voci
- 2 Credos
- 2 Magnificats
- 3 Te Deum
- 14 Lemantazioni
- Christus
- 2 Lezioni per la notte del Santissimo Natale
- 3 Jube Domine benedicere a una voce
- 3 Benedictus Dominus
- Confitebor a una voce
- 12 Dixit
- 2 Laudate pueri a una voce
- Gloria patri a una voce
- 2 Veni sponsa
- Lauda Sion a 5 voci
- Pange lingua
- 4 Inni
- Tantum ergo a una voce
- Cori di anime penanti a 5 voci
- 35 mottetti con coro
- 14 mottetti e arie per una voce
- Passio secundum Joannem
- Altri lavori sacri minori

## Discographie
- Lectio VIII defunctorum - Abchordis Ensemble, clavecin et dir. Andrea Buccarella (16-19 octobre 2014, DHM) (OCLC 958224938) — avec le Stabat Mater de Giacomo Sellitto.
- Lux in tenebris, liturguie et dévotion à Naples au XVIIIe siècle : Lamentazione del Giovedi Santo - Silvia Frigato, soprano ; ens. Talenti Vulcanici, dir. Emanuele Cardi (8-11 novembre 2015, Arcana) (OCLC 1009104734) — avec une cantate de Francesco Feo, La sinderesi.